# Frankenkaserne (Stralsund)
Die Frankenkaserne in Stralsund war eine Kasernenanlage am Frankendamm. Die erhaltenen Reste der Anlage werden heute zivil genutzt.

## Geschichte

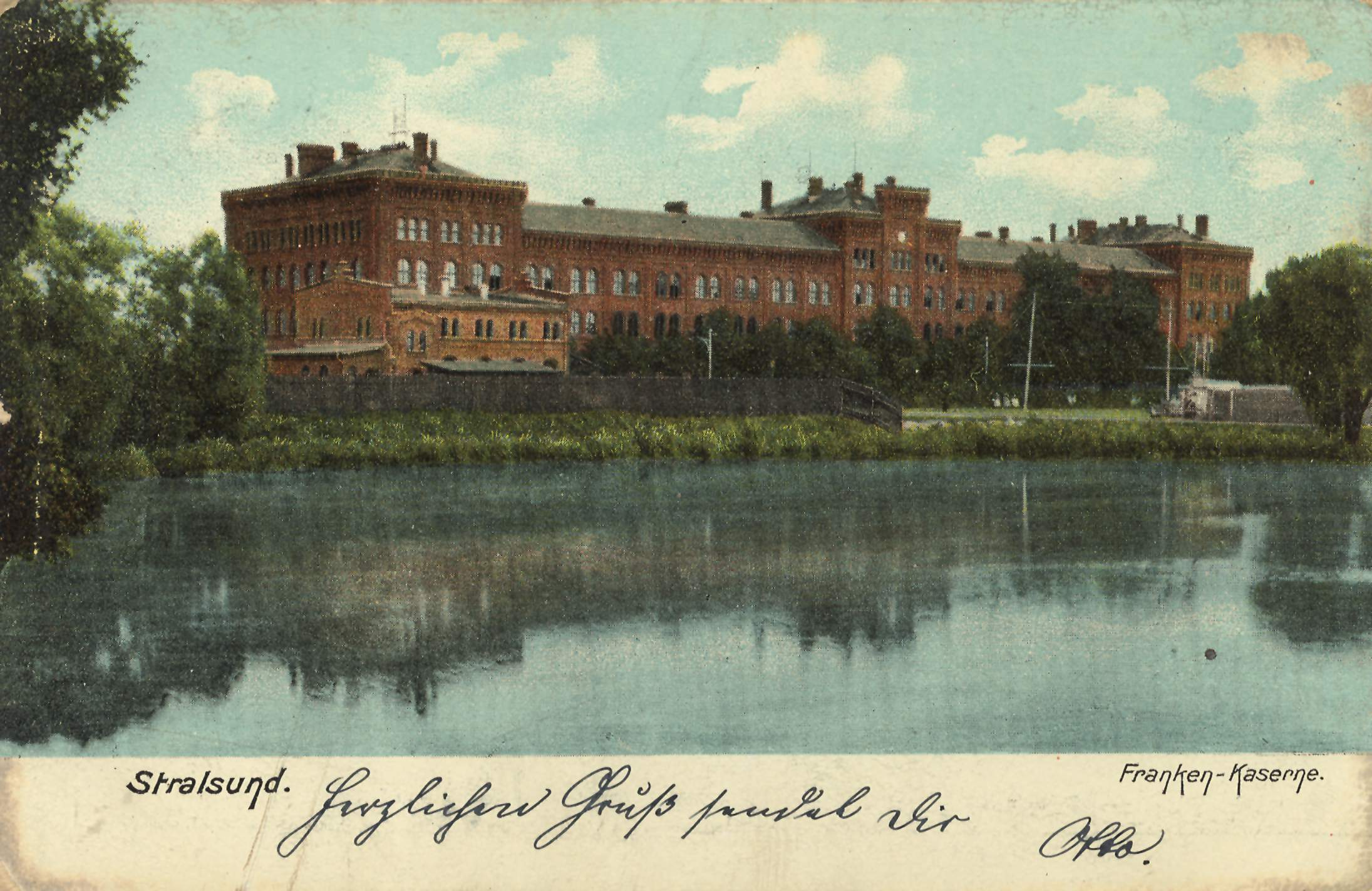
Hauptgebäude der Frankenkaserne (1896)

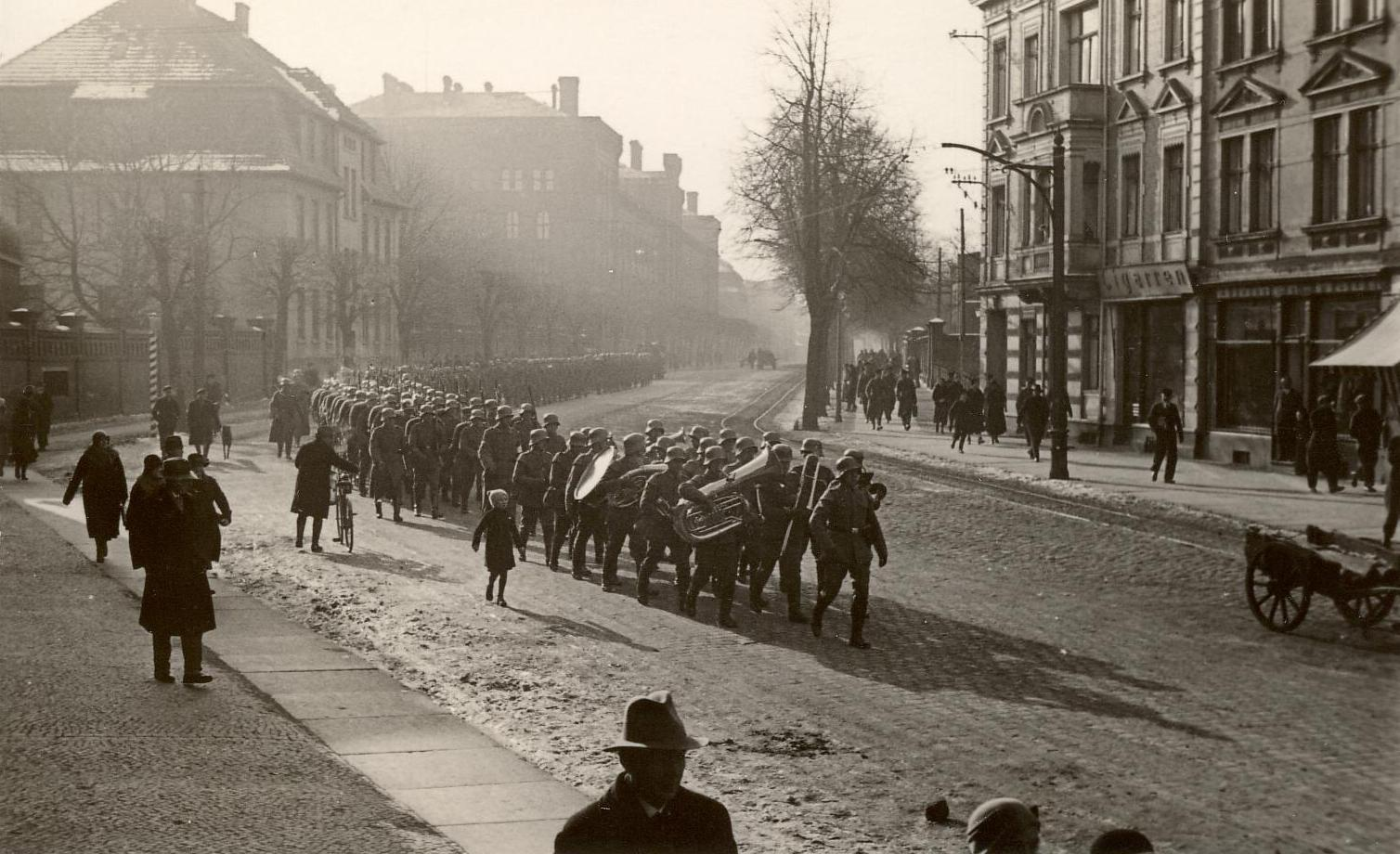
Soldaten auf dem Frankendamm, im Hintergrund das Hauptgebäude der Frankenkaserne (1936)

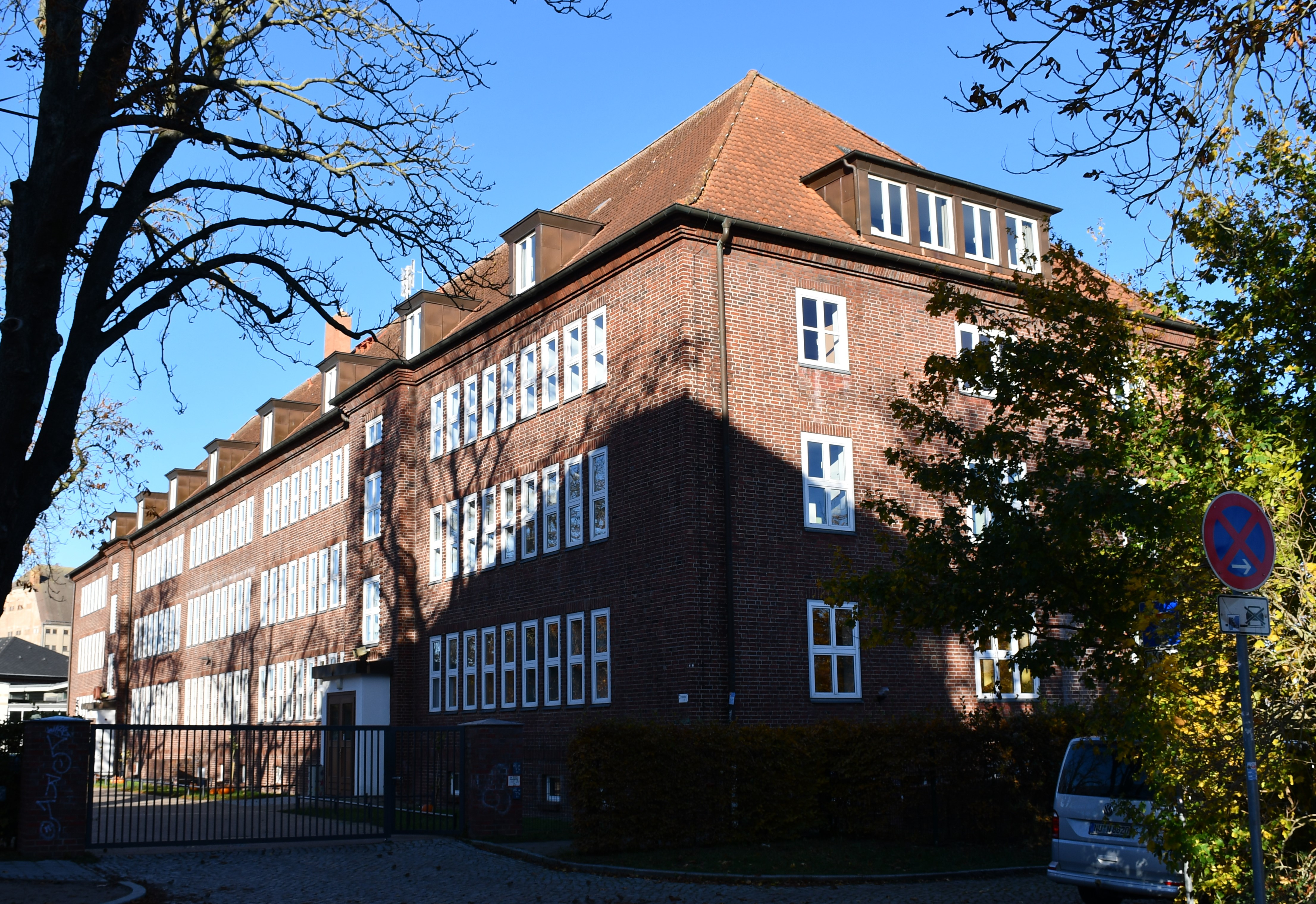
Ehemalige Kaserne „Nürnberg“ der Frankenkaserne, heute Schule (2023)

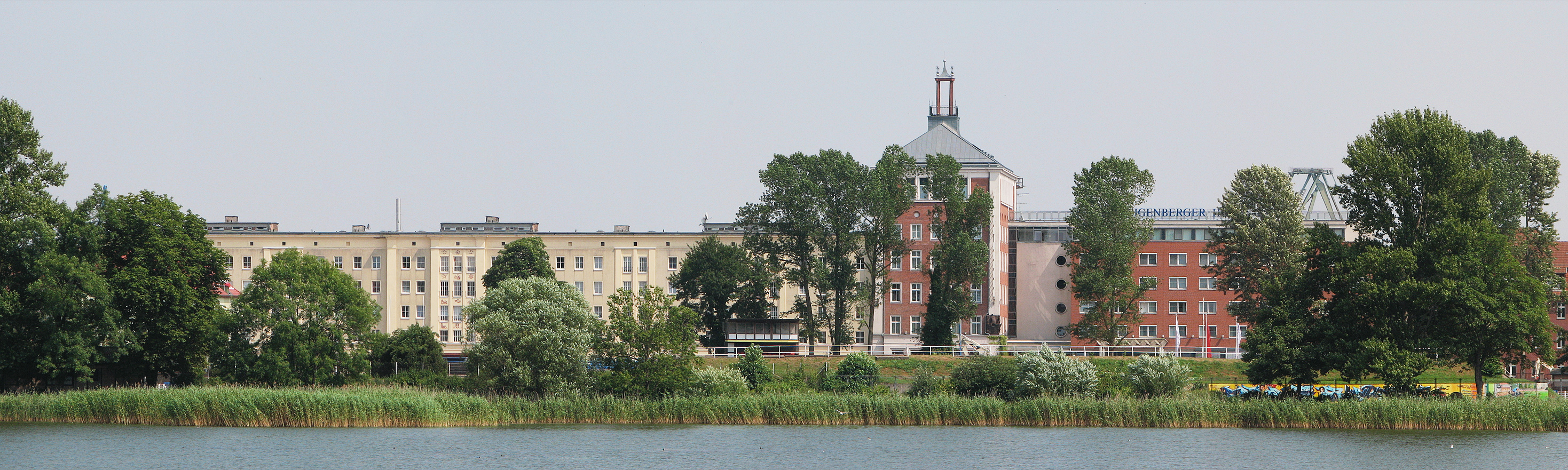
Gebäude Frankendamm 10 bis 22, errichtet auf dem Fundament des einstigen Hauptgebäudes der Frankenkaserne (2006)

Im preußischen „Gesetz, betreffend die Geldmittel zur Umgestaltung und Ausrüstung von deutschen Festungen“ vom 30. Mai 1873 war die ehemalige Festungsstadt Stralsund zur „eingehenden Festung“ bestimmt worden. Das Militär gab nahezu alle Anlagen in der Stadt auf, ausgenommen der Werke auf dem Dänholm. Die Entfestung der Stadt war am 2. Mai 1890 abgeschlossen.
Im Jahr 1871 war durch das Kriegsministerium der Bau einer Kaserne zur Unterbringung der Stralsunder Garnison angekündigt worden. Grundstücke vor dem Frankentor wurden durch das Militär erworben und das sumpfige Gelände befestigt. Im Jahr 1877 begann der Bau des Hauptgebäudes, am 1. Juli 1881 zogen die ersten Kompanien in die neue Kaserne am Frankendamm ein, am 15. Dezember 1881 war die Kaserne vollständig bezogen.
Am 4. Juli 1909 wurde anlässlich des 50-jährigen Jubiläums des Stralsunder Infanterieregiments „Prinz Moritz von Anhalt-Dessau“ (5. Pommersches) Nr. 42 auf dem Frankenhof ein Gedenkstein für die in Südwestafrika gefallenen Regimentsangehörigen enthüllt. Im Juli 1910 wurde nahe der Frankenkaserne ein Ehrenmal für die deutschen Gefallenen des Deutsch-Französischen Krieges errichtet. Es wurde 1947 abgerissen.
Die am 1. April 1936 in Stralsund aufgestellte „III. Schiffsstammabteilung der Ostsee“ (III. S.S.O.) bekam die Frankenkaserne zugewiesen. Umfangreiche Umbauten wurden vorgenommen, Neubauten folgten bis ins Jahr 1939. Zwei Kasernen wurden neu errichtet, dazu das Wirtschaftsgebäude und eine Wache. Die Kaserne I war das Hauptgebäude der Frankenkaserne, an ihr wurden Waschräume und Toiletten angebaut. Auch wurden die Straßen und der Kasernenhof erneuert. In die Exerzierhalle wurde die alte Kaponniere (Franken-Kronwerk) einbezogen, dabei wurde die Erinnerungstafel verlegt.
Die Kommandantur war zunächst im Commandantenhus am Alter Markt untergebracht, bis für sie am Frankendamm (heutiges Gebäude Frankendamm 7) ein neues Gebäude errichtet wurde. Auf dem Gelände der ehemaligen Marinewaschanstalt wurde für Marine-Satandortverwaltung und Marine-Baumamt ein weiteres Gebäude errichtet (heutiges Gebäude Frankendamm 5). Der Kommandant des Schiffsstammregiments zog in ein ebenfalls neu gebautes Haus am Knieperdamm (heutiges Gebäude Knieperdamm 81).
Nach Ende des Zweiten Weltkriegs wurde Stralsund von der sowjetischen Militäradministration in Deutschland verwaltet, die Teile der Kasernen in Stralsund in Anlehnung an das Kontrollratsgesetz Nr. 23 des Alliierten Kontrollrats der zivilen Nutzung übereignete bzw. abreißen ließ.
In das Haus der Marine-Standortverwaltung und des Marine-Baumamts (Knieperdamm 5) zogen so das Arbeitsamt sowie das Arbeitsgericht, in das Kommandanturgebäude (Frankendamm 7) zog die Märkische Elektrizitätsgesellschaft. Das Haus Frankendamm 28, bis dato als Revier der Frankenkaserne genutzt, wurde dem Wasserstraßenamt Stralsund übergeben. Das Wirtschaftsgebäude (Hafenstraße 25) diente nun als Wohnheim für Senioren. Das beim Bombenangriff auf Stralsund am 6. Oktober 1944 schwer beschädigte Stabsgebäude wurde im Jahr 1947 instand gesetzt und fortan als Wohngebäude genutzt. Für die einstige Kaserne „Nürnberg“ (siehe Frankenhof 7/8) bat Oberbürgermeister Emil Frost am 31. Oktober 1946 um Freigabe, um sie zu einer Schule umzugestalten; dem Antrag wurde 1949 entsprochen und die Schule 1951 eingeweiht.
Abgerissen wurden das Hauptgebäude, ein Kasernentrakt, der Kleinkaliber-Schießstand und das Heizhaus.
Das Fundament des abgerissenen Hauptgebäudes wurde im nördlichen und mittleren Teil für die Errichtung eines großen Wohnhauses verwendet (heute Frankendamm 10/12/14/16/18/20). Der südliche Teil war nur teilweise abgerissen worden; im Jahr 1953 wurde hier mit dem Bau eines zur Nutzung als Arbeiterwohnheim gedachten Gebäudes begonnen. Das Gebäude wurde dann allerdings als Hotel genutzt.
Auf dem ehemaligen Exerzierplatz wurden Wohnungen gebaut.

## Erhaltene Bestandteile
- Frankendamm 5
- Frankendamm 7
- Frankendamm 10/12/14/16/18/20 (Neubau auf Fundament des Hauptgebäudes, Nutzung als Wohngebäude)
- Frankendamm 22 (Teil-Neubau auf Fundament des Hauptgebäudes, Nutzung als Hotel)
- Frankenhof 7/8 (Umbau zum Schulgebäude)
- Hafenstraße 25 (Nutzung als Seniorenwohnheim)